# Matériel roulant de l'ELRT
Liste du matériel roulant de l'Électrique Lille Roubaix Tourcoing (ELRT).

## Tramway

### Matériel moteur
| Illustration    | Modèle ou type | Modèle ou type  | Nombre | Numéros  | En service | Hors service | Remarques                            |
| --------------- | -------------- | --------------- | ------ | -------- | ---------- | ------------ | ------------------------------------ |
| État d'origine. | Type 10        | 1re série       | 40     | 11-50    | 1908       |              |                                      |
| État d'origine. | Type 10        | 2e série        | 10     | 100-109  | 1908       |              |                                      |
| État 1922.      | Type 400       | 1re série 400/1 | 25     | 401-425  | 1909       |              |                                      |
| État 1922.      | Type 400       | 2e série 400/2  | 5      | 426-430  | 1927       |              | Mises en service en 1923 sur le BAB. |
| État 1922.      | Type 400       | 3e série 400/3  | 5      | 431-435  | 1926       |              |                                      |
| État d'origine. | Type 600       | 1re série 600/1 | 20     | 600-619  | 1927       |              |                                      |
| État d'origine. | Type 600       | 2e série 600/2  | 10     | 680-689  | 1927       |              |                                      |
| État d'origine. | Type 600       | 3e série 600/3  | 10     | 620-629  | 1929       |              |                                      |
| État d'origine. | Type 600       | 4e série 600/4  | 10     | 630-639  | 1929       |              |                                      |
| État 1950.      | Type 200       | Type 200        | 16     | 200-215  | 1937       | 1971         |                                      |
| État d'origine. | Type 500       | Type 500        | 28     | 501-528  | 1950       |              |                                      |
| État d'origine. | Duewag         | ex. Herten      | 6      | 352..367 | 1980       |              |                                      |

### Matériel remorqué
| Illustration | Modèle ou type | Modèle ou type | Nombre               | Numéros | En service | Hors service | Remarques |
| ------------ | -------------- | -------------- | -------------------- | ------- | ---------- | ------------ | --------- |
|              | 10             | 10             | 100-109 850-859 1922 |         | 1908       |              |           |
|              | 800            | 12             | 151-162 800-811 1922 |         | 1911       |              |           |
|              | 700            | 10             | 700-709              |         | 1922       |              |           |
|              | 710            | 17             | 710-726              |         | 1929       |              |           |
|              | 860            | 8              | 860-867              |         | 1929       |              |           |